# Bernardo Mascarenhas

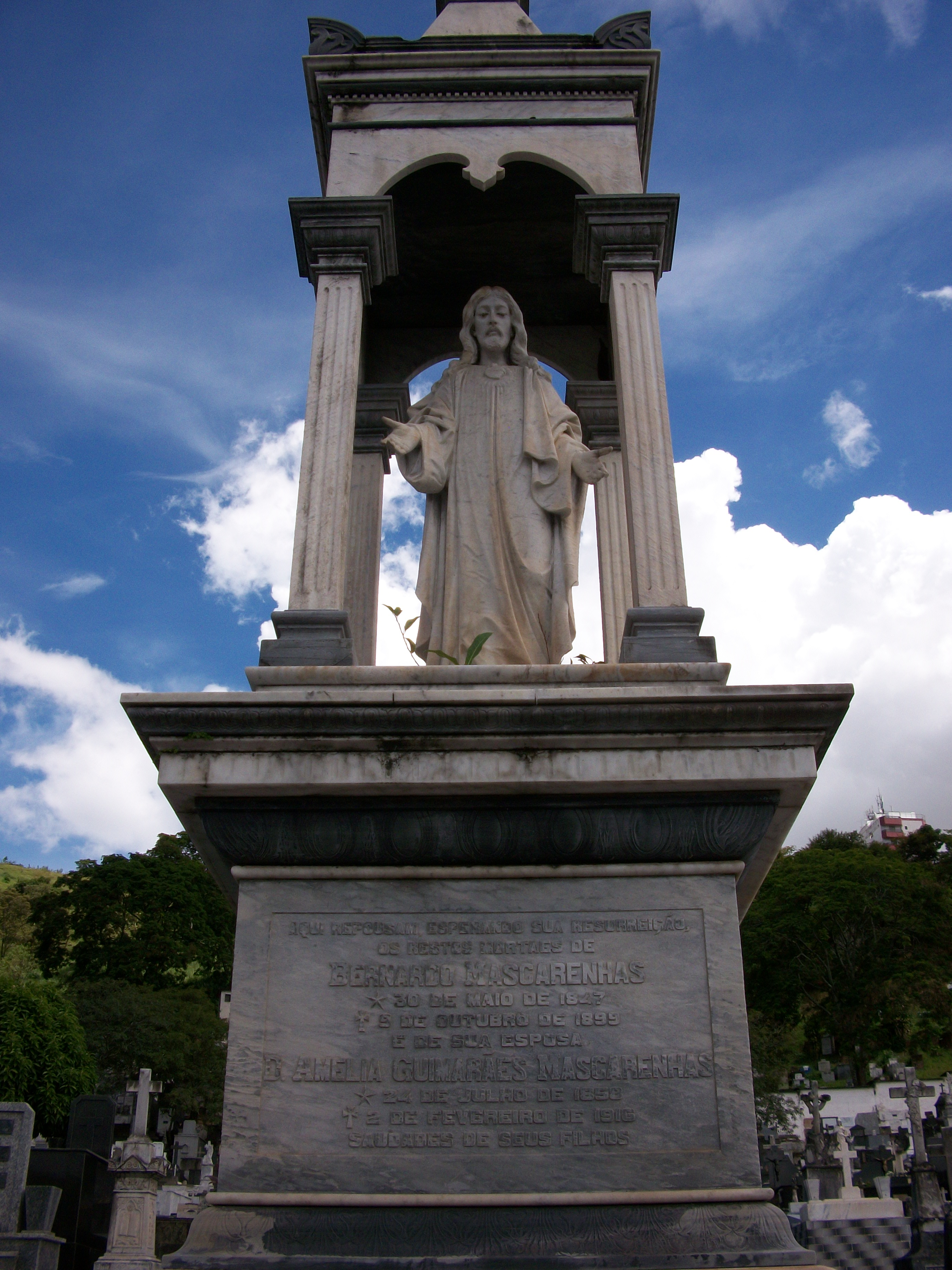
Túmulo de Bernardo Mascarenhas no Cemitério Municipal de Juiz de Fora.

Bernardo Mascarenhas (Curvelo, 30 de maio de 1847* — Juiz de Fora, 9 de outubro de 1899) foi um empreendedor brasileiro responsável, entre outros, pela fundação da Companhia Têxtil Bernardo Mascarenhas e, juntamente com Francisco Batista de Oliveira, da Companhia Mineira de Eletricidade e da Usina Hidrelétrica de Marmelos.

## Origem da família Mascarenhas
Antonio Gonçalves Mascarenhas chegou ao Brasil em 1778, aos 16 anos. Viajava com um grupo de tropeiros pela Serra da Mantiqueira quando encontrou uma índia, morta, e uma criança a seu lado. Adotou-a, dando-lhe o nome de Joaquina Maria da Conceição. Casaram-se no ano de 1792, tendo três filhos. Em 1811, atravessavam novamente a Mantiqueira quando foram atacados pela varíola, morrendo em poucos dias. Os filhos do casal, no entanto, sobreviveram, sendo salvos pelo mesmo acaso que poupou a vida da mãe anos antes: foram encontrados e recolhidos por uma tropa que passava pela região.
Antônio, o caçula, foi levado à fazenda Ponte Seca, onde serviu dois anos como guia de carros de bois. De lá seguiu para a fazenda da Vereda em Curral Del-Rei, nos limites de Sabará, onde aprendeu a ler, escrever e o ofício de caldeireiro, tornando-se capaz de montar alambiques e engenhos em fazendas. Casou-se mais tarde com Policena Gonçalves da Silva, filha de um fazendeiro das redondezas.
Passou a administrar a propriedade do sogro, e em 1824 abriu por conta própria um armazém em Tabuleiro Grande (atual Paraopeba), então distrito de Curvelo. Estabeleceu intenso comércio, vendendo tecidos, sal e azeite, e comprando toucinho e açúcar para exportação para Portugal. Consolidou o monopólio do sal na província de Minas Gerais, fazendo fortuna com seu negócio. Acabou, no entanto, firmando-se como produtor rural.

## Infância e juventude
Antônio e Policena tiveram 13 filhos, sendo o décimo, Bernardo, nascido em 1846 na Fazenda São Sebastião, em Tabuleiro Grande. Aos doze anos, ele ingressou no Colégio Caraça, considerado à época um dos melhores, senão o melhor, de Minas Gerais. Poderia ter seguido um curso superior, mas preferiu uma vida prática.
Aos 18 anos recebeu do pai, que fizera o mesmo a todos os filhos homens, a quantia de 26 contos de réis para começar sua vida adulta. Empregou a quantia em uma sociedade com seu irmão Caetano na compra de gado magro, que era posto a engordar na Fazenda São Sebastião, e depois revendido com lucro. O negócio provou-se próspero e, complementado com o comércio de sal, garantiu a subsistência dos irmãos por um tempo. Apesar de tentar seguir os passos do pai, o jovem Bernardo no entanto era inquieto demais para o comércio ou agropecuária. Em 1865 sugeriu à família que montassem uma fábrica de tecidos movida a energia hidráulica.

## Primeiros empreendimentos
A ideia foi considerada insensata. mas Bernardo não desistiu, desfazendo-se de sua parte no negócio de sal e convencendo dois de seus irmãos a completarem o capital necessário para a constituição, em 1868, de uma indústria têxtil. Pretendia estabelecer a fábrica em Juiz de Fora mas aceitou, a contragosto, que o empreendimento fosse instalado próximo às fazendas da família e ficasse sob os auspícios do irmão mais velho. Após quatro anos procurando o local ideal, finalizando a construção e importando equipamentos dos Estados Unidos (50 toneladas, transportadas de Juiz de Fora a Paraopeba em carros de boi), a fábrica Cedro foi finalmente inaugurada em agosto de 1872.
O empreendimento representou um grande avanço em relação à produção artesanal vigente na época, inaugurando também o trabalho assalariado no interior de Minas Gerais. A fábrica dedicou-se a produzir tecidos baratos para conseguir competir com os importados e estabelecer-se no mercado nacional. O negócio foi um sucesso, o que motivou os demais irmãos Mascarenhas a entrarem no ramo industrial. Em 1877 foi constituída então a indústria têxtil Cachoeira, que correu paralelamente à Cedro até 1883, ano em que foram fundidas, formando a primeira sociedade anônima brasileira.
Quando Antônio Gonçalves morreu em 1884, o patriarca da família era um dos homens mais ricos e influentes do estado, condição passada à maioria de seus filhos.

## Estabelecimento em Juiz de Fora
Por volta de 1885, Bernardo mudou-se para Juiz de Fora, onde tornou-se um dos fundadores do Banco de Crédito Real de Minas Gerais. Ele adquiriu então terrenos em diversas partes da cidade, construindo em um deles, próximo à Estação Ferroviária, a Companhia Têxtil Bernardo Mascarenhas, inaugurada em 1888. Buscando novas fontes de energia para sua fábrica, fundou no mesmo ano a Companhia Mineira de Eletricidade, responsável no ano seguinte pela inauguração da Usina Hidrelétrica de Marmelos, a primeira construção do tipo na América Latina.

## Morte
Bernardo Mascarenhas morreu no dia 9 de outubro de 1899 de um ataque cardíaco fulminante.